# 陳樹業
陳樹業（1930年1月7日—），字九如，臺灣鄉土畫家，苗栗縣大湖鄉人。

## 現職
- 苗栗縣美術協會常務理事

學歷
- 省立台中師專畢業
- 國立師範大學美術系閲訓班結業（民國65年）

## 生平
祖籍廣東省陸豐縣。

## 經歷
- 曾任苗栗縣大湖國中教師
- 曾任苗栗縣大湖國小教師
- 曾任私立育民工商高級職校美術教師（民國86年-91年）
- 苗栗縣美術協會創辦人（民國61年）並曾任理事長兩屆（第三、四屆民國65年-68年）
- 中華亞太水彩藝術協會正式會員
- 台灣國際水彩畫協會會員

## 獲奬紀錄
- 1970年：獲建國六十年全省書畫展西畫類第一名
- 1974年：獲第二十九屆全省美展水彩畫第二名
- 1975年：獲第三十屆全省美展水彩畫第三名
- 1964年、1966年～1967年：獲全省教員美展水彩畫優選獎
- 1971年～1972年：獲廿五，廿六屆全省美展水彩畫優選獎
- 1972年：獲台灣省六十一年度教學優良教師受教育廳長獎
- 1976年：獲教育部國家文藝獎水彩類優選獎
- 1981年：獲台灣省七十年度特殊優良教師受教育廳長獎
- 1989年：獲第十二屆日本國際美展水彩畫入選獎於森上野美術館展出
- 1990年：獲韓國文化大賞美展西畫類優選獎

## 個展紀錄
- 1995年：陳樹業「畫我家郷」個人西畫全省巡迴展於台中、苗栗、新竹、台北、桃園、基隆、彰化、高雄等地展出。
- 1996年：陳樹業水彩畫個人展於台中文化中心展出。
- 1998年：陳樹業「畫我家郷」水彩畫個人展省立新竹社教館展出

## 聯展紀錄
- 1952年〜1971年：第一屆至第二十屆臺灣省教員美展西畫入選15次
- 1957年〜1985年：第十二屆至第四十屆臺灣省美展西畫入選26次
- 1965年〜1983年：第五屆至第十屆全國美展入選於台北展出
- 1969年〜1973年：第五屆至第九屆中日美術交換展於東京，台北展出
- 1970年〜1972年：第一屆至第二届国全國書畫展於歷史博物館展出
- 1972年：美國費城美術交流展於台北、費城展出
- 1973年〜1978年：第三十屆至四十一屆台陽美展入選於台北展出
- 1973年〜1975年：第二屆至第三屆當代名家畫展邀請於歷史博物館展出。
- 1981年〜1985年：第一屆至第五屆中，韓，日美術交流展於台北，東京，首爾展出
- 1985年：全省美展四十年回顧展邀請於台中文化中心展出
- 1987年〜1990年：第一屆至第三屆全國水彩畫大展於台北、台中展出
- 1988年：中華民國美術發展展覽於省立美術館開館邀請展出
- 1991年：海峽兩岸中華藝術家邀請展於台北展出
- 1993年：中，美，澳三國水彩畫聯展於台北中正畫廊展出
- 1975年〜1983年：第一屆至第五屆全國油畫大展入選於台北歷史博物館展出
- 1995年：中、澳二國水彩畫聯展於台北中正畫廊展出
- 1986年〜1999年：第一屆至第十四屆亞洲水彩畫聯盟展邀請於本國。日本。韓國。馬來西亞，泰國，香港。新加坡。印尼展出
- 1995年：臺灣省美展五十年回顧展於台中省立美術館邀請展出
- 1996年：亞太地區水彩畫邀請展於台北中正畫廊展出
- 1997年：中華民國當代水彩作品展邀請於台北展出
- 1998年：中國名家水彩畫大展邀請於台南展出
- 2000年：全國水彩名家畫展邀請於高雄市立美術館展出
- 2001年：全國水彩畫大展於台南社教館邀請展出
- 2002年：全國水彩名家聯展邀請於台中文化中心展出
- 2004年：國際水彩畫邀請展於新竹展出
- 2005年：韓國國際水彩畫大展邀請於首爾展出。
- 1982年〜2000年：中華水彩畫協會會員聯展於台北市立美術館，歷史博物館，中正紀念館，高雄美術館，台南，台東社：全省美展四十年回顧展邀請於台中文化中心展出：中，澳二國水彩畫聯展於台北中正畫廊展出：國際水彩畫邀請展於新竹展出
- 2006年：國際華人水彩經典大展邀請於台北歷史博物館展出
- 2006年：國際26國水彩畫大展邀請於韓國首爾展出並頒發榮譽獎章
- 2007年：台灣森林全國水彩特展邀請於台北展出
- 2007年：全國水彩畫特展邀請於新竹文化局展出
- 2008年：紀念台灣水彩百年當代2008水彩大展邀請於中正畫廊展出
- 2009年：台北植物園之美詩畫聯展於中正畫廊邀請展出
- 2009年：台灣客家藝術大展於中正畫廊邀請展出
- 2009年：馬祖百景之美大展於中正紀念館及馬祖展出
- 2010年：兩岸水彩交流展於中正紀念館展出
- 2010年：中正紀念堂遊園尋夢水彩展於中正紀念館展出
- 2010年：墾丁公園恆春之美水彩展於國父紀念館展出
- 2011年：杉林溪之美水彩名家展於台中藝術中心展出
- 2011年：建國百年台灣意象水彩大展於國父紀念館展出
- 2012年：壯闊交響巨幅水彩創作大展於中正紀念堂展出
- 2015年：當代客家美展於中正畫廊展出
- 2017年：發現客庄美學客家聯展於國父紀念館展出
- 2017年：台日水彩畫會交流展於台南奇美博物館展出

## 著作
- 1972年：如何加強美術教學
- 1994年：陳樹業畫選